# Bielawski (herb szlachecki)
Bielawski – polski herb szlachecki, nadany w zaborze austriackim.

## Opis herbu
Tarcza podzielona skosem lewym złotym. W polu pierwszym, czerwonym, pióro srebrne w skos, na mieczu srebrnym o rękojeści złotej na opak w skos lewy.
W polu drugim, błękitnym, słońce złote, wychylające się zza gór srebrnych.
Klejnot: Róża czerwona o środku złotym i listkach zielonych, między dwoma skrzydłami orlimi; prawym w pas czerwono-białym, lewym w pas złoto-błękitnym.
Labry z prawej czerwone, podbite srebrem, z lewej błękitne, podbite złotem.

## Najwcześniejsze wzmianki
Nadany podpułkownikowi Józefowi Bielawskiemu razem z pierwszym stopniem szlachectwa (Edler von) i przydomkiem von Tarnowród w Galicji w 1917 roku.

## Herbowni
Bielawski.